# Anne Massicotte
 (septembre 2009).
Si vous disposez d'ouvrages ou d'articles de référence ou si vous connaissez des sites web de qualité traitant du thème abordé ici, merci de compléter l'article en donnant les références utiles à sa vérifiabilité et en les liant à la section « Notes et références ».
Anne Massicotte née à Montréal est une peintre-sculptrice québécoise.
Elle est diplômée de l'Université Concordia.
Elle est notamment connue pour sa collection de masques animaliers interprétant les thèmes du passé, du présent et du futur dont une partie a d'abord a été exposée à la maison de la culture Frontenac en 1992 à l'occasion du 350e anniversaire de la fondation de Montréal. En 1999-2000, à l'occasion du changement de millénaire, la collection complète a été exposée au Biodôme de Montréal, sous le thème « Le bilan : un bestiaire à notre image ». La collection a par la suite voyagé aux États-Unis et au Japon. Un de ses masques fait partie de la collection permanente du Musée national des beaux-arts du Québec.
Elle est également fondatrice et directrice générale et artistique de l'Association Culturelle du Sud-Ouest (ACSO), partenaire de la ville de Montréal dans la gestion du Centre Culturel Georges-Vanier jusqu'en 2009.